# Eberhard Schmiege
Eberhard Schmiege (* 31. Juli 1934; † 29. Oktober 2016) war ein deutscher Ministerialbeamter. Er war von 1991 bis 1993 Staatssekretär im Ministerium der Finanzen des Landes Sachsen-Anhalt.

## Leben
Schmiege war als Ministerialbeamter im niedersächsischen Landesdienst tätig und erwarb sich einen Ruf als Finanzfachmann. Bis 1990 war er als Ministerialdirigent Leiter der Abteilung Haushalt, Mittelfristige Planung, Finanzverfassung im Niedersächsischen Finanzministerium.
Nach Wiedervereinigung und Neugründung der ostdeutschen Länder wurde er am 15. Mai 1991 vom Ministerpräsidenten und Finanzminister des Landes Sachsen-Anhalt, Werner Münch, als Staatssekretär ins Ministerium der Finanzen berufen. Während Schmieges Amtszeit wurde den 14 amtierenden Staatssekretären auf Basis einer Sonderregelung im Landesbesoldungsgesetz und unter Aufsicht von Finanzminister Wolfgang Böhmer eine monatliche Amtszulage gewährt, deren Auszahlung jedoch nicht mit dem Bundesrecht vereinbar war. Der zuständige Staatssekretär im Bundesinnenministerium, Franz Kroppenstedt, mahnte dieses Vorgehen mit Schreiben vom 22. Juli 1991 an, woraufhin die Sonderzahlungen ab September 1992 zunächst ausgesetzt wurden. Nach der unrechtmäßigen Wiedereinsetzung der Zahlungen im November 1993 wurde der Fall einen Monat später im Magazin Der Spiegel journalistisch aufgearbeitet und öffentlich kritisiert. Die Folge war die Wiedereinstellung der Sonderzahlungen. Dieser, als „Fußnotenzulage“ bekannt gewordene Vorgang, stand in unmittelbarem Zusammenhang mit der „Gehälteraffäre“, die bereits im November 1993 zum Rücktritt von Ministerpräsident Münch geführt hatte, und setzte die Landesregierung ein weiteres Mal unter Druck. Der neu gewählte Ministerpräsident Christoph Bergner reagierte am 21. Dezember 1993 mit der Entlassung Schmieges, der daraufhin in den Ruhestand trat.